# Bucharest International Film Festival
Bucharest International Film Festival (BIFF) este un festival de film din România. A fost inițiat și coordonat de Dana Dimitriu-Chelba și este unicul festival competitiv din București destinat exclusiv filmelor de lungmetraj. În 2023, festivalul se află la a 19-a ediție.